# Seznam portugalskih politikov
Seznam portugalskih politikov.

## A
António Abreu - João Crisóstomo de Abreu e Sousa - José Pedro Aguiar-Branco - Joaquim António de Aguiar - João Albuquerque - Manuel Alegre - António José de Almeida - António de Almeida Santos - Louis Amado - Carlos Antunes - Heloísa Apolónia - Manuel de Arriaga - Maria da Assunção Esteves - António José de Ávila -  

## B
Francisco Pinto Balsemão -
José Manuel Barroso - Maria de Belém Roseira - Ana Rita Bessa - António Maria de Bettencourt Rodrigues - Anselmo José Braamcamp -
Teófilo Braga - Carlos Brito

## C
Marcello Caetano - Carlos I - Isabel do Carmo - Óscar Carmona - Carlos Carvalhas - de Carvalho - José Luciano de Castro - Eduardo Catroga - Mário Centeno - Carlos César - Vítor Constâncio - Afonso Costa - António (Luís Santos da) Costa - Francisco da Costa Gomes - António Bernardo da Costa Cabral - Manuel de Oliveira Gomes da Costa - Assunção Cristas - Álvaro Cunhal - 

## D
Júlio Dantas - Humberto Delgado - José Dias Ferreira - José Domingues dos Santos

## E
António Ramalho Eanes -

## F
Artur Ivens Ferraz - Elisa Ferreira - João Ferreira - Manuela Ferreira Leite - Eduardo Ferro Rodrigues - António Figueiredo Lopes - Júlio Fogaça - João Franco - Pedro Frazão - Diogo Freitas do Amaral - José Vicente de Freitas

## G
Jaime Gama - Alvaro Gil-Robles - Ana Gomes - Manuel Teixeira Gomes - João Gomes Cravinho - Bento António Gonçalves - Bruno Gonçalves - Vasco Gonçalves - Pedro Goulart - José Gregório - António Guterres

## H
Ernesto Hintze Ribeiro

## J
Alberto João Jardim -

## K
Joacine Katar Moreira

## L
João Leão - Duarte Leite - Pedro Santana Lopes - Francisco Louçã - Luís I

## M
António de Macedo - Bernardino Machado Guimarães - Rui Machete - José Magro - Luís Marques Guedes - Pedro Marques - Ana Paula Martins - Catarina Martins - Marta Martins da Silva - Marisa Matias - Fernando Medina -
Fontes Pereira de Melo -
Sebastião José de Carvalho e Melo - João Nuno de Lacerda Teixeira de Melo (Nuno Melo) -
Luís Marques Mendes - Luís Filipe Menezes - Joaquim Miranda Sarmento - António Monteiro -
Manuel Monteiro - Luís Montenegro (Luís Filipe Montenegro Cardoso de Morais Esteves) - Paulo de Morais - Mariana Mortágua - Carlos Mota Pinto - João Bosco Mota Amaral - Joaquim Magalhães Mota - Nuno José Severo de Mendoça Rolim de Moura Barreto/Duke of Loulé

## N
Fernando Negrão - Henrique Neto - Alfredo Nobre da Costa - Fernando Nogueira - Pedro Nuno Santos

## O
António de Oliveira Salazar - Domingos Oliveira - João Oliveira

## P
Sidónio Pais - Adelino da Palma Carlos - Pedro Passos Coelho - Octávio Pato - Garcia Pereira - António Maria de Fontes Pereira de Melo - João Pinheiro Chagas - José Baptista Pinheiro de Azevedo - Maria de Lourdes Pintasilgo - José Pinto Coelho - Carlos Mota Pinto - Francisco Pinto Balsemão - Altino Pinto de Magalhães - Júlio Lourenço Pinto - Paulo Portas - Rolão Preto -

## R
Paulo Raimundo - António Ramalho Eanes - Paulo Rangel - José Carlos Rates - Marcelo Rebelo de Sousa - José Relvas - António Resende -Silvano Ribeiro - Rui Rio (Rui Fernando da Silva Rio) - António Maria de Bettencourt Rodrigues - Ferro Rodrigues - António Alva Rosa Coutinho - Fernando Rosas - Maria de Belém Roseira

## S
Francisco (Manuel Lumbrales) de Sá Carneiro - Bernardo de Sá Nogueira de Figueiredo - António de Oliveira Salazar - João Carlos de Saldanha Oliveira e Daun - António Rodrigues Sampaio - António Sampaio da Nóvoa - Jorge Sampaio - Pedro Santana Lopes - António de Almeida Santos - Pedro Nuno Santos - Otelo Saraiva de Carvalho - António José Seguro - António de Serpa Pimentel - Aníbal Cavaco Silva - Augusto Santos Silva - Edgar Silva - António Maria da Silva - Vitorino Silva/"Tino de Rans" - Hugo Soares - João (Barroso) Soares - Mário (Alberto Nobre Lopes) Soares - Jerónimo de Sousa - José Sócrates Carvalho Pinto de Sousa - António de Sousa Franco - Jerónimo (Carvalho) de Sousa - Pedro de Sousa Holstein - Marcelo Rebelo de Sousa - António Spínola - 

## T
António Tânger Corrêa - Marta Temido - Américo Thomaz /Américo Tomás - José Travassos Valdez

## V
José Travassos Valdez - Augusto de Vasconcelos - Armando Vara - André Ventura - Arlindo Vicente - Eduíno Vilar - António Vitorino - 

## Z
Salgado Zenha - 